# Ferrari SF-25
A Ferrari SF-25 egy Formula–1-es versenyautó, amelyet a Scuderia Ferrari tervezett és gyártott a 2025-ös Formula–1 világbajnokságra. Pilótái Charles Leclerc és a csapattal első közös szezonját kezdő hétszeres világbajnok, Lewis Hamilton voltak.

## Áttekintés
A tervezés még Enrico Cardile felügyelete alatt kezdődött, aki 2024 közepén az Aston Martin csapatához távozott. Az előző évi autóhoz képest a legnagyobb változás a vonórudas felfüggesztés alkalmazása volt mind elől, mind hátul. Az autó eleje egy kicsivel megnyúlt, ami miatt a pilóták hátrébb kerültek. Az orrkúpot elvékonyították és összekapcsolták az első szárny második lapjával. Az oldaldobozok ovális légbeömlő nyílásai fent kaptak helyet, azom felett pedig a Ferrari megtartotta a kádszerű bemélyedést.
A festés sötétebb vörös árnyalatú lett, mint korábban volt, és nagy felületen kapott egy átlós fehér csíkot, a HP, mint névadó szponzor miatt. A fehér szín nagyobb felületen való használata az 1970-es években volt utoljára jellemző a csapatra. Miamiban még ennél is több fehér volt a kasztnin illetve a pilóták overallján. Monacóban a Shell-lel való 75 éves partnerségükre emlékeztető logókat helyeztek el az oldaldobozokon.

## A szezon
Az idény előtti teszten bizakodhatott a csapat, ugyanis Hamiltoné lett a második legjobb időeredmény. Ehhez képest az eredmények nem úgy alakultak, ahogy várták. Ausztráliában csak a harmadik sorba tudtak kvalifikálni, majd a versenyt is a nyolcadik és a tizedik helyen fejezték be. Kínában Hamilton megnyerte a sprintversenyt - ez volt a Ferrari első sprintgyőzelme, a futamról viszont utólag mindkét autót kizárták: Leclerc autója nem érte el a mérlegeléskor a minimumtömeget, Hamiltonén pedig meg nem engedett mértékben kopott az autó alján a padlólemez. Az idény feléig a két Ferrari teljesítménye felemás volt. Hamilton szerzett még egy sprintdobogót Miamiban, de a futamon ez nem sikerült neki, míg Leclercnek négyszer is, ezek közül Monacóban második tudott lenni. Habár a csapatot sokszor megszorongatta nemcsak a Mercedes és a Red Bull, de még a Williams is, féltávnál a konstruktőrök között a második helyen álltak.

## Eredmények
| Év   | Csapat              | Motor          | Gumik | Pilóták         | Futamok | Futamok | Futamok | Futamok | Futamok | Futamok | Futamok | Futamok | Futamok | Futamok | Futamok | Futamok | Futamok | Futamok | Futamok | Futamok | Futamok | Futamok | Futamok | Futamok | Futamok | Futamok | Futamok | Futamok | Pontok | Helyezés |
| ---- | ------------------- | -------------- | ----- | --------------- | ------- | ------- | ------- | ------- | ------- | ------- | ------- | ------- | ------- | ------- | ------- | ------- | ------- | ------- | ------- | ------- | ------- | ------- | ------- | ------- | ------- | ------- | ------- | ------- | ------ | -------- |
| Év   | Csapat              | Motor          | Gumik | Pilóták         | AUS     | CHN     | JPN     | BHR     | SAU     | MIA     | EMI     | MON     | ESP     | CAN     | AUT     | GBR     | BEL     | HUN     | NED     | ITA     | AZE     | SIN     | USA     | MXC     | SAP     | LVG     | QAT     | ABU     | Pontok | Helyezés |
| 2025 | Scuderia Ferrari HP | Ferrari 066/15 | P     | Charles Leclerc | 8       | KIZ 5   | 4       | 4       | 3       | 7       | 6       | 2       | 3       | 5       | 3       | 14      |         |         |         |         |         |         |         |         |         |         |         |         | 222    | 2.       |
| 2025 | Scuderia Ferrari HP | Ferrari 066/15 | P     | Lewis Hamilton  | 10      | KIZ 1   | 7       | 5       | 7       | 8 3     | 4       | 5       | 6       | 6       | 4       | 4       |         |         |         |         |         |         |         |         |         |         |         |         | 222    | 2.       |

† – Nem fejezte be a futamot, de rangsorolták, mert teljesítette a verseny 90 százalékát.
Félkövérrel jelölve a pole pozíció, dőlt betűvel a leggyorsabb kör. Kis számmal a sprintfutamon elért helyezés, ha az pontszerzéssel járt együtt.
Hamilton a kínai sprintfutamon 8, a miamin 6 pontot szerzett.
Leclerc a kínai sprintfutamon 4 pontot szerzett.

## Forráshivatkozások
1. ↑  Fans, Scuderia: Ferrari SF-24: a Formula 1 project that started 10 months in advance (amerikai angol nyelven). Scuderia Fans, 2024. február 21. (Hozzáférés: 2025. július 24.)
2. ↑  Who was fastest and who posted the most laps in testing? (angol nyelven). www.formula1.com. (Hozzáférés: 2025. július 24.)
3. ↑  Norris beats Verstappen to victory amid late-race chaos (angol nyelven). www.formula1.com. (Hozzáférés: 2025. július 24.)

## Fordítás
Ez a szócikk részben vagy egészben  a   Ferrari SF-25 című angol Wikipédia-szócikk fordításán alapul.  Az eredeti cikk szerkesztőit annak laptörténete sorolja fel. Ez a jelzés csupán a megfogalmazás eredetét és a szerzői jogokat jelzi, nem szolgál a cikkben szereplő információk forrásmegjelöléseként.